# Mikronesiska federationen i olympiska sommarspelen 2012
Mikronesiska federationen deltog i olympiska sommarspelen 2012 som ägde rum i London i Storbritannien mellan den 27 juli och den 12 augusti 2012.

## Deltagare
Mikronesien delog med totalt sex deltagare.
- John Howard, Löpning 100 meter
- Mihter Wendolin, Löpning 100 meter
- Kerson Hadley, simning, 50 m frisim
- Debra Daniel, simning, 50 m frisim
- Manuel Minginfel, tyngdlyftning, 62 kg
- Keitani Graham, brottning, 84 kg

## Brottning
- Huvudartikel: Brottning vid olympiska sommarspelen 2012

Herrar, grekisk-romersk stil
| Brottare       | Gren   | Kvalomgång           | Åttondelsfinal       | Kvartsfinal          | Semifinal            | Återkval 1           | Återkval 2           | Final / brons        | Final / brons |
| Brottare       | Gren   | Motståndare Resultat | Motståndare Resultat | Motståndare Resultat | Motståndare Resultat | Motståndare Resultat | Motståndare Resultat | Motståndare Resultat | Placering     |
| -------------- | ------ | -------------------- | -------------------- | -------------------- | -------------------- | -------------------- | -------------------- | -------------------- | ------------- |
| Keitani Graham | -55 kg | Betts (USA) L 0–3    | Gick inte vidare     | Gick inte vidare     | Gick inte vidare     | Gick inte vidare     | Gick inte vidare     | Gick inte vidare     | 20            |

## Friidrott
- Huvudartikel: Friidrott vid olympiska sommarspelen 2012

Förkortningar
- Notera – Placeringar gäller endast den tävlandes eget heat
- Q = Kvalificerade sig till nästa omgång via placering
- q = Kvalificerade sig på tid eller, i fältgrenarna, på placering utan att ha nått kvalgränsen
- NR = Nationellt rekord
- N/A = Omgången inte möjlig i grenen
- Bye = Idrottaren behövde inte delta i omgången

Herrar
Bana och väg
| Idrottare   | Gren         | Heat     | Heat             | Semifinal        | Semifinal        | Final            | Final            |                  |
| Idrottare   | Gren         | Resultat | Placering        | Resultat         | Placering        | Resultat         | Placering        |                  |
| ----------- | ------------ | -------- | ---------------- | ---------------- | ---------------- | ---------------- | ---------------- | ---------------- |
| John Howard | 100 m\|11.05 | 5        | Gick inte vidare | Gick inte vidare | Gick inte vidare | Gick inte vidare | Gick inte vidare | Gick inte vidare |

Damer
Bana och väg
| Idrottare       | Event | Heat     | Heat      | Kvartsfinal      | Kvartsfinal      | Semifinal        | Semifinal        | Final            | Final            |
| Idrottare       | Event | Resultat | Placering | Resultat         | Placering        | Resultat         | Placering        | Resultat         | Placering        |
| --------------- | ----- | -------- | --------- | ---------------- | ---------------- | ---------------- | ---------------- | ---------------- | ---------------- |
| Mihter Wendolin | 100 m | 13.67    | 8         | Gick inte vidare | Gick inte vidare | Gick inte vidare | Gick inte vidare | Gick inte vidare | Gick inte vidare |

## Simning
- Huvudartikel: Simning vid olympiska sommarspelen 2012

## Tyngdlyftning
- Huvudartikel: Tyngdlyftning vid olympiska sommarspelen 2012